# Héroe de la República de Cuba
El título Héroe de la República de Cuba es la máxima condecoración que actualmente concede la República de Cuba, equivalente a otros títulos heroicos del campo socialista. La distinción se representa físicamente con la Medalla Estrella de Oro, que pende de una plaquita también de oro esmaltado con los colores de la bandera nacional.
Fue creado por Decreto Ley N.º 30 del 10 de diciembre de 1979. "Se otorga a miembros de las Fuerzas Armadas y a cualquier ciudadano cubano o de países amigos, por méritos y hazañas extraordinarios realizados en la defensa de la patria y las conquistas de la Revolución o por excepcionales aportes a la causa del socialismo y en la lucha contra el imperialismo."
Pueden ser condecorados individuos civiles o militares cubanos o extranjeros y también ciudades o pueblos por los mismos motivos. El agraciado puede llevar la medalla en el uniforme militar, en caso de llevar vestimenta civil debe utilizar la miniatura que también se le entrega. A todo el que recibe este honor también se le impone la Orden Playa Girón.
Los órganos facultados para proponer su concesión sonː el presidente del Consejo de Estado y el ministro de las Fuerzas Armadas Revolucionarias, siendo el  Consejo de Estado el organismo que tiene la facultad para otorgar las diferentes condecoraciones y títulos honoríficos que concede el estado cubano.

## Lista
Los héroes cubanos son:
- Gral. Arnaldo Tamayo Méndez, cosmonauta cubano, el primero condecorado como Héroe de la República de Cuba (1980);[5]
- Cnel. Yuri Romanenko, cosmonauta soviético (1980);[6]
- Valeri Riumin, cosmonauta soviético (1980);[7]
- Tte. Gral. Leonid Popov, cosmonauta soviético (1980);[8]
- Mar. Leonid Brézhnev Líder de la Unión Soviética (1981);[9]
- Gral. Francisco González López (?);[10]
- Santiago de Cuba, única ciudad condecorada como heroica, por la fuerte tradición de lucha de sus habitantes (1984);[11][12][13]
- Gral. Abelardo Colomé Ibarra (1984);[14]
- Gral. Arnaldo Ochoa Sánchez (1984), única persona que ha sido despojada de este honor, en 1989, al ser encontrado culpable de traición a la patria;[15]
- Gral. Harry Villegas Tamayo (1989);[16]
- Gral. Ulises Rosales del Toro (1989);[17]
- Gral. Leopoldo Cintra Frías (1989);[14]
- Gral. Ramón Espinosa Martín (1989);[18]
- Gral. Enrique Carreras Rolas, uno de los jefes de la Fuerza Aérea Revolucionaria. Su actuación como piloto fue decisiva para la victoria en la Invasión de bahía de Cochinos. Exjefe de la Fuerza Aérea cubana en Angola (1989);[19]
- Gral. Rafael Moracén Limonta (1989);[20]
- Cnel. Fidencio González Peraza, jefe de las tropas cubanas que resistieron el asedio durante la Batalla de Cangamba (1989);[21]
- Cnel. Orlando Cardoso Villavicencio, combatiente internacionalista que sufrió 11 años de dura prisión en Somalia (1989);[22]
- Rolando Pérez Quintosa, oficial de policía, caído en el cumplimiento de su deber (1992);[23]
- Gral. Raúl Castro Ruz (1998);[14]
- Cmte. Juan Almeida Bosque (1998);[24]
- Cmte. Ramiro Valdés Menéndez (2001);[14]
- Cmte. Guillermo García Frías (2001);[14]
- Cmte. Ing. Lic. Pedro Miret Prieto (2001);[25]
- Gral. José Ramón Fernández Álvarez (2001);[26]
- Gral. Dr. Sergio del Valle Jiménez (2001);[27]
- Gral. Álvaro López Miera (2001);[28]
- Gral. Julio Casas Regueiro (2001);[14]
- Gral. Joaquín Quintas Solá (2001);[29]
- Gral. Efigenio Ameijeiras Delgado (2001);[30]
- Gral. Antonio Enrique Lussón Batlle (2001);[31]
- Gral. Samuel Rodiles Planas (2001);[32]
- Gral. Raúl Menéndez Tomassevich (2001);[33]
- Ing. Vilma Espín Guillois, Presidenta fundadora de la Federación de Mujeres Cubanas (FMC) (2001);[34][35]
- Lic. Melba Hernández Rodríguez del Rey, Heroína del Moncada (2001);[36]
- Gral. Delsa Esther Puebla Viltre, primera mujer general en las fuerzas armadas de Cuba (2001);[37]
- Ing. Antonio Guerrero Rodríguez, uno de los Cinco (2001);[38]
- Fernando González Llort, uno de los Cinco (2001);[38]
- Lic. Gerardo Hernández Nordelo, uno de los Cinco (2001);[38]
- Lic. Ramón Labañino Salazar, uno de los Cinco (2001);[38]
- René González Sehwerert, uno de los Cinco (2001);[38]
- Cmdte. Dr. José Ramón Machado Ventura (2013);[39]
- Gral. Raúl Díaz-Argüelles (2015, póstumo);[40]
- Gral. Víctor Schueg Colás, (2015, póstumo);[40]
- Gral. Carlos Fernández Gondín (2015);[40]
- Gral. Romárico Sotomayor García (2015).[40]